# 怡和洋行住宅旧址
怡和洋行住宅旧址，因三镇沦陷期间被日军用作电台播音大楼，因此又称日伪汉口放送局旧址，是一处近代洋房建筑，位于中华人民共和国湖北省武汉市江岸区胜利街171号，与武汉中共中央机关旧址毗邻。现建筑为武汉市文物保护单位。

## 历史

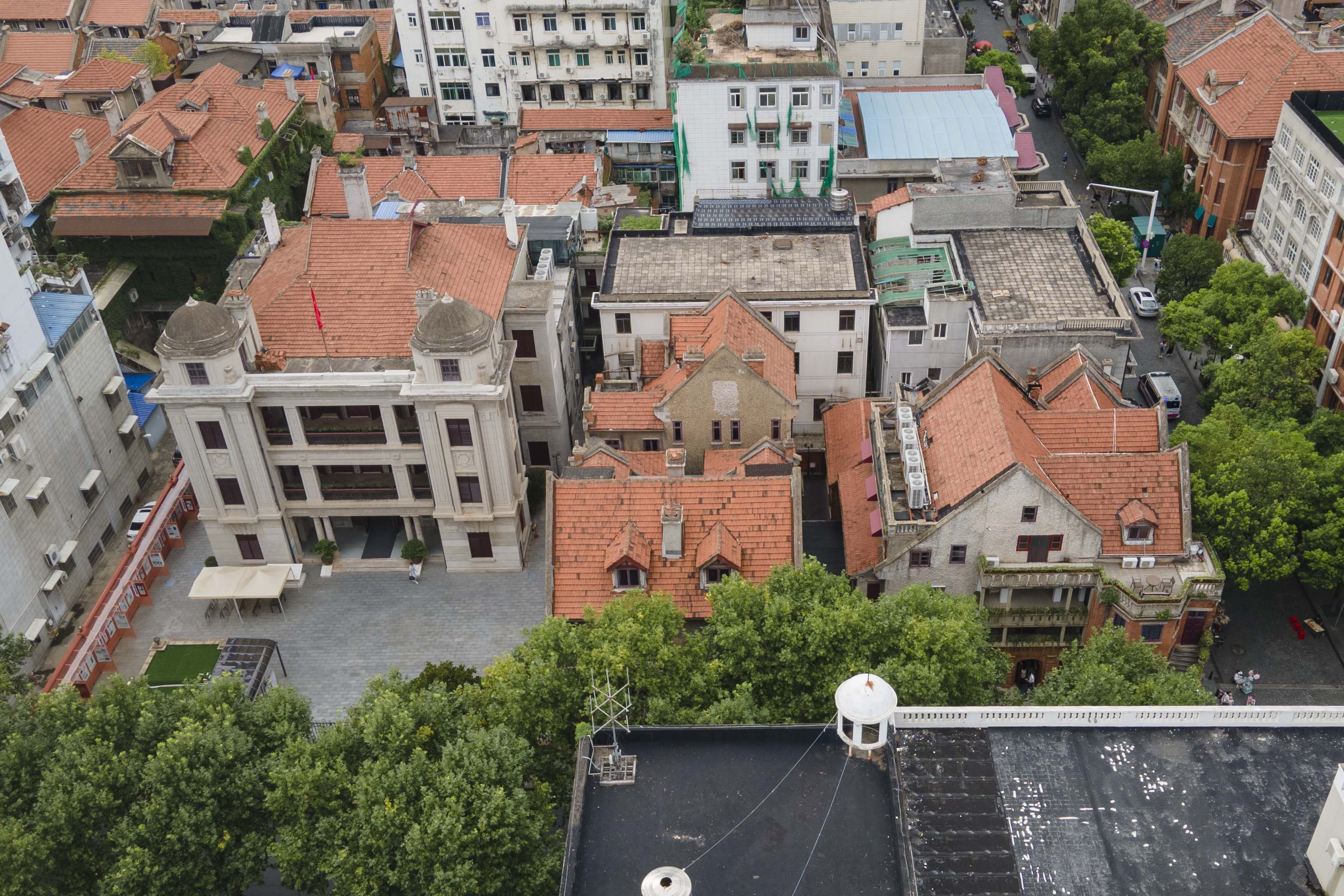
武汉中共中央机关旧址纪念馆总览，从左至右分别为：唐生智公馆旧址、武汉中共中央机关旧址、怡和洋行住宅旧址

1919年，英商怡和洋行大班在汉口俄租界玛琳街（今胜利街）与夷玛街（今黎黄陂路）交会转角处为行中高级职员修建住宅，此即是怡和洋行住宅。1938年汉口沦陷后，日军在建筑内开办“汉口放送班”，此后升级为“汉口放送局”。汉口放送局的日常广播活动除了日常文娱广播外，还有对重庆的心战外宣活动。
1945年9月24日，国民党中央宣传部接管汉口放送局，设立“汉口市广播电台”，继续在建筑中办公。期间桥梁专家李文骥之女李慎求在其中担任播音员。
1949年后，共产党设立新的汉口市广播电台，随后搬离建筑。最后建筑划给汉口铁路分局用作职工住房。由于建筑紧挨武汉中共中央机关旧址，建筑最终得到修复，现作为武汉中共中央机关旧址纪念馆的一部分。

## 建筑概览
该建筑建成于1919年，石格司建筑事务所设计，汉协盛营造厂承建。整体为3层砖木结构，部分地方设有半层地下室。临胜利街一侧有院落，两路交汇处转角设有外楼梯通往2层，统共26阶，外侧扶手做砖砌台阶式造型。建筑外立面材质多样，中有一条水泥腰线，以下为清水红砖，以上为水泥拉毛，有一段外墙还为麻石材质。屋顶错落有致，上覆盖“阜成”瓦片。室内木制装饰、彩绘玻璃等颇为考究。

## 建筑保护
2010年12月16日，建筑以“怡和洋行住宅”的名义被武汉市人民政府列为第五批武汉市优秀历史建筑；2023年12月6日，建筑以“怡和洋行住宅旧址”的名义被武汉市人民政府列为第六批武汉市文物保护单位。